# افق خانه سوخته

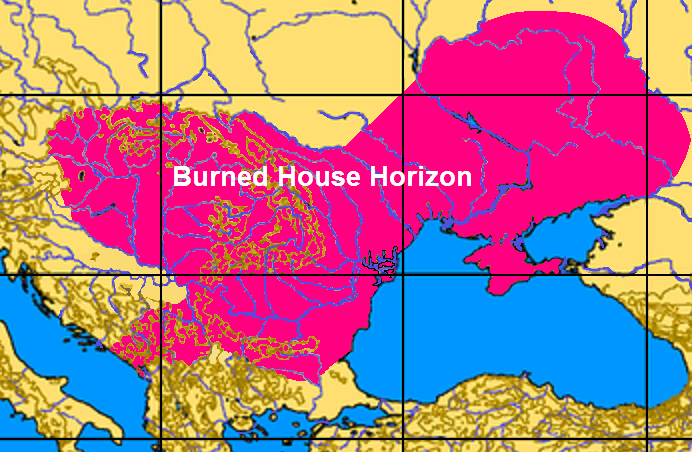
نقشهٔ گسترهٔ جغرافیای افق خانه سوخته در جنوب اروپا.

در باستان‌شناسی اروپای دوران نوسنگی، افق خانهٔ سوخته (انگلیسی: Burned house horizon) عنوانی است که به گسترهٔ جغرافیایی پدیدهٔ آتش گرفتن (احتمالاً عمدی) سکونت‌گاه‌ها (غالباً خانه کشیده دوران نوسنگی) داده شده‌است.
برخی از باستان‌شناسان، از جمله روث ترینگهام رها شدن و سوختن خانه‌های کشیده را مبدأ دوران مس‌سنگی اروپا می‌دانند.
به نظر می‌رسد این گذر از خانه کشیده دوران نوسنگی به آرامگاه اولین بار در شمال لهستان امروزی روی داده باشد.
بااین‌حال به گفتهٔ ترینگهام در جنوب شرقی اروپا نشانه‌هایی از رها کردن خانه‌ها و جابجایی آن‌ها در جایی نزدیک هست.
تا هزارهٔ چهارم پ.م. خانه‌های رهاشده در جنوب شرقی اروپا عموماً آتش گرفته‌اند.
این آتش‌سوزی‌ها ممکن است اتفاقی بوده باشد، ولی بااین‌حال در اوپووو در صربستان امروزی نبود آتش‌سوزی در فضای بین خانه‌ها به این معناست که این خانه‌ها به صورت جداگانه آتش گرفته‌اند.
همچنین در مرحله‌ای دمای آتش در اوپووو به بیش از ۱۰۰۰ درجهٔ سلسیوس رسیده که برای آتش‌سوزی‌های اتفاقی زیادی بالاست و احتمال عمدی بودن آتش‌سوزی‌ها را افزایش می‌دهد.
به گفتهٔ ترینگهام، ممکن است آتش گرفتن این خانه‌ها «عملی عمدی در پی مرگ رئیس خانواده به عنوان پایان نمادین چرخهٔ خانه باشد.»
گاه بین رها شدن خانهٔ کشیده و ساخته شده گورپشته فاصله‌ای به اندازه یک قرن یا بیشتر بوده‌است.
بااین‌حال با توجه به شواهد می‌توان گفت سازندگان گورپشته‌ها درک دقیقی از طرح و اندازهٔ خانه‌های کشیده داشته‌اند.
بسیاری از گورپشته‌های کشیده اشکالی مستطیلی یا ذوزنقه‌ای با تناسباتی مشابه خانه‌های کشیده دارند.
یک نمونهٔ بارز از افق خانهٔ سوخته، فرهنگ کیوکوتنی است که در طول دوام ۱۶۰۰ سالهٔ آن (۴۸۰۰ تا ۳۲۰۰ پیش از میلاد) در آن همهٔ سکونت‌گاه‌ها هر ۷۵–۸۰ سال یکبار کاملاً به آتش کشیده می‌شد.